# Belz (Ucraina)
Belz (in ucraino Белз?, in polacco Bełz, in yiddish: בעלז) è una città  dell'Ucraina (2 191 abitanti) situata nel distretto di Červonohrad, nell'oblast' di Leopoli. Ospita l'amministrazione della comunità territoriale di Belz, una delle comunità territoriali dell'Ucraina.
Fino al 18 luglio 2020 Belz apparteneva al distretto di Sokal', abolito come parte della riforma amministrativa dell'Ucraina, che ha ridotto a sette il numero dei distretti dell'oblast' di Leopoli. L'area del distretto di Sokal' è stata fusa nel distretto di Červonohrad.

## Storia
La città esiste almeno dal X secolo, come uno dei possedimenti della Città Rosse della Rutenia sotto il governo della Polonia e della Boemia. Dal 981 fece parte della Rus' di Kiev, eccetto nel periodo che va dal 1018 al 1031, durante il quale appartenne alla Polonia. Nel 1366 diventò parte del Regno di Polonia, fino alla prima spartizione della Polonia nel 1772.
La città passò in seguito sotto l'Impero austro-ungarico, nel quale faceva parte della regione della Galizia. Dal 1919 al 1939 Belz fu di nuovo parte della neonata Polonia. In seguito, dal 1939 al 1944, fu occupata dalla Germania come parte del Governatorato Generale.
Belz è situata alla sinistra del fiume Solokija (affluente del fiume Bug), che fu il confine tedesco-sovietico negli anni 1939-1941. Dopo la guerra la città tornò alla Polonia fino al 1951 quando, in seguito a un piccolo aggiustamento dei confini, passò alla Repubblica Socialista Sovietica Ucraina, parte dell'Unione Sovietica. Dal 1991 fa parte dell'Ucraina indipendente.
In seguito alla riforma amministrativa del 2020, Belz è entrata a far parte del distretto di Červonohrad. In precedenza, faceva parte del distretto di Sokal', soppresso a causa della suddetta riforma.